# Мартинелли, Розарио
Роза́рио Мартине́лли (итал. Rosario Martinelli; 11 октября 1941, Гаццанига, Ломбардия — 19 октября 2013, Лугано, Тичино) — итальянский футболист, игравший на позиции полузащитника. Шестикратный чемпион Швейцарии в составе «Цюриха».

## Биография

### Игровая карьера
Мартинелли в течение 15 сезонов играл за «Цюрих», в составе которого выиграл 6 чемпионских титулов и 5 Кубков Швейцарии. Всего за «Цюрих» в чемпионате Швейцарии он сыграл 344 игры и забил 126 голов, благодаря чему Мартинелли входит в список рекордсменов по количеству матчей и забитых голов в истории клуба.
В 1976 году перешёл в «Кьяссо», в котором отыграл один сезон и завершил карьеру в 1977 году.

### Тренерская карьера
В 1980 году в качестве главного тренера в течение некоторого времени возглавлял «Цюрих».

### Смерть
Скончался 19 октября 2013 года в Лугано через восемь дней после своего 72-летия.

## Достижения
«Цюрих»
- Чемпион Швейцарии (6): 1962/63, 1965/66, 1967/68, 1973/74, 1974/75, 1975/76
- Обладатель Кубка Швейцарии (5): 1965/66, 1969/70, 1971/72, 1972/73, 1975/76